# Sender Pohorje
Der Sender Pohorje ist eine Sendeanlage der Radiotelevizija Slovenija für Hörfunk und Fernsehen auf dem Bachergebirge (slowenisch Pohorje), einem Gebirge in der Nähe der Stadtgemeinde Maribor und der Gemeinde Hoče-Slivnica. Als Antennenträger wird ein 72 Meter hoher Stahlfachwerkturm verwendet.

## Geschichte

### Inbetriebnahme
Der Sender Pohorje wurde am 11. Oktober 1963 in Betrieb genommen. Er strahlte zunächst zwei Hörfunkprogramme auf den Frequenzen 88,5 MHz und 96,9 MHz sowie ein Fernsehprogramm auf Kanal 11 aus.

### Erste Erweiterung
Im Jahr 1966 wurde der Sendeturm das erste Mal saniert, es wurde eine neue UKW-Antenne montiert, wodurch der Turm 16 Meter höher wurde. Gleichzeitig folgte die Installation neuer Fernsehsender.

### Zweite Erweiterung
Bereits 1973 folgte die zweite Erweiterung: Um ein weiteres UKW-Programm senden zu können, wurde der Sendeturm um 15 Meter erhöht. Im selben Jahr begann der Sendebetrieb der Frequenz 93,1 MHz.

### Dritte Erweiterung
Im Jahr 1983 wurde der Sendeturm das dritte Mal saniert und dabei verstärkt. 
Am 17. Juni 1985 startete von diesem Standort auf der Frequenz 101,6 MHz das Programm Radio MM2, welches im Wesentlichen auf eine Zielgruppe in der benachbarten Steiermark abzielte und dem dortigen Ö3, ähnlich wie Radio CD International im Großraum Wien, wertvolle Werbekunden wegnahm. Der ORF reagierte darauf mit der Schaffung eines Ö3 Steiermark auf der benachbarten Frequenz 101,7 MHz vom Sender Schöckl (heute mit dem Programm von FM4 belegt). Radio MM2 wechselte als Reaktion darauf auf die Frequenz 102,8 MHz, welche noch heute verwendet wird. Mit der Öffnung des österreichischen Radiomarktes für kommerzielle Anbieter verlor Radio MM2 an Bedeutung und versteht sich heute unter dem Namen Radio SI als Radio für Auslandsreisende in Slowenien.

### Vierte Erweiterung
Im Jahr 1996 nahm man einen neuen Sender in Betrieb, um auf der Frequenz 105,3 MHz das Programm ARS ausstrahlen zu können. Ein Jahr zuvor wurde bereits ein neuer Fernsehsender für das Privatprogramm Pop TV in Betrieb genommen.

## Besonderheiten
Obwohl er als freistehender Stahlfachwerkturm ausgeführt ist und inmitten eines Waldgebietes steht, ist er in zwei Ebenen in sechs Richtungen abgespannt. Eine derartige zusätzliche strukturelle Sicherungsmaßnahme ist bei einem relativ niederen Turm sehr ungewöhnlich.

## Frequenzen und Programme

### Analoger Hörfunk (UKW)
| Frequenz (MHz) | Programm      | RDS PS   | RDS PI | Regionalisierung | ERP (kW) | Antennendiagramm rund (ND)/gerichtet (D) | Polarisation horizontal (H)/vertikal (V) |
| -------------- | ------------- | -------- | ------ | ---------------- | -------- | ---------------------------------------- | ---------------------------------------- |
| 88,5           | Slovenija 1   | __PRVI__ | 9201   | –                | 5        | D (70–250°)                              | H/V                                      |
| 93,1           | Radio Maribor | MARIBOR_ | 9426   | –                | 3        | D (110–220°)                             | H                                        |
| 96,9           | VAL 202       | VAL_202_ | 9202   | –                | 3        | D (70–250°)                              | H/V                                      |
| 102,8          | Radio SI      | RADIO_SI | 933A   | –                | 8        | D (70–250°)                              | H/V                                      |
| 105,3          | ARS           | __ARS___ | 9203   | –                | 2        | D (70–250°)                              | H/V                                      |

### Digitaler Hörfunk (DAB+)
DVB-T wird im Gleichwellenbetrieb (SFN) mit anderen Senderstandorten ausgestrahlt.
| Block | Multiplex | Programme | ERP (in kW) | Antennendiagramm rund (ND), gerichtet (D) |
| ----- | --------- | --- | ----------- | ----------------------------------------- |
| 10D   | R1        | - Radio Slovenija 1 – Prvi - Radio Slovenija 2 – VAL202 - Radio Slovenija 3 – ARS - Radio Slovenia International - Radio Ognjišče - Radio Center - Radio 1 - Radio 1 80-a - Rock Radio - Radio Veseljak - Net FM - Radio Študent - Radio City - Radio Ekspres - Radio Aktual - Radio Salomon | 5           | V                                         |

| Block | Multiplex | Programme | ERP (in kW) | Antennendiagramm rund (ND), gerichtet (D) |
| ----- | --------- | --- | ----------- | ----------------------------------------- |
| 12B   | R2 E      | - Radio Maribor - Pomurski madžarski radio - Radio Krka - Koroški radio - Radio Ptuj - Radio Murski val - Radio Sraka - Radio Maxi - Radio Aktual Kum - Radio Velenje - Radio Celje - Radio BOB - Radio Antena - Radio Fantasy - Štajerski val | 5           | V                                         |

### Digitales Fernsehen (DVB-T)
DVB-T wird im Gleichwellenbetrieb (SFN) mit anderen Senderstandorten ausgestrahlt:
| Kanal | Frequenz (in MHz) | Multiplex         | Programme im Multiplex | ERP (in kW) | Antennen- diagramm rund (ND) / gerichtet (D) | Polarisation horizontal (H) / vertikal (V) |
| ----- | ----------------- | ----------------- | --- | ----------- | -------------------------------------------- | ------------------------------------------ |
| 27    | 522               | MUX-A/Vzhod (Ost) | - TV SLO 1 HD - TV SLO 2 HD - TV SLO 3 HD - TV Maribor - TV Koper                                                                                        | 100         | ND                                           | H                                          |
| 37    | 602               | MUX-C             | - TV Veseljak - Nova24TV - Fox Life - Fox Crime - Fox Movies - National Geographic - Viasat History - Pop TV - Kanal A - Brio - Kino - Oto - Obvestilo C | 100         | ND                                           | H                                          |

Bis Mitte 2012 wurde auch ein Mux B des norwegischen Betreibers Norkring auf Kanal 67 verbreitet, der Betreiber hat sich aber aus dem slowenischen Markt zurückgezogen.

### Analoges Fernsehen (PAL)
Bis zur Umstellung auf DVB-T am 22. November 2010 diente der Senderstandort weiterhin für analoges Fernsehen:
| Kanal | Frequenz (MHz) | Programm | ERP (kW) | Sendediagramm rund (ND)/ gerichtet (D) | Polarisation horizontal (H)/ vertikal (V) |
| ----- | -------------- | -------- | -------- | -------------------------------------- | ----------------------------------------- |
| 11    | 215,25         | TV SLO 1 | 30       | D (90°)                                | H                                         |
| 56    | 751,25         | TV SLO 2 | 800      | ND                                     | H                                         |
| 59    | 775,25         | Pop TV   | 1000     | ND                                     | H                                         |

## Sendeanlagen in der Nähe
Unterhalb des freistehenden Stahlfachwerkturms befinden sich noch zwei freistehende Rohrmasten, die unter den Namen Maribor 4 und Maribor 5 geführt werden. Über diese Sendemasten werden zwei UKW-Programme ausgestrahlt:
| Frequenz (MHz) | Programm     | RDS PS   | RDS PI | Regionalisierung | ERP (kW) | Antennendiagramm rund (ND)/gerichtet (D) | Polarisation horizontal (H)/vertikal (V) | Ausgestrahlt von |
| -------------- | ------------ | -------- | ------ | ---------------- | -------- | ---------------------------------------- | ---------------------------------------- | ---------------- |
| 100,6          | Radio City   | __CITY__ | 9415   | −                | 2        | D (20–160°)                              | H/V                                      | Maribor 5        |
| 103,7          | Radio Center | _CENTER_ | 9314   | Slovenija        | 1        | D (20–90°)                               | V                                        | Maribor 4        |